# Andreas Rauch
Andreas Rauch (* um 1592 in Pottendorf (Niederösterreich); † 23. Mai 1656 in Ödenburg) war ein österreichischer Komponist und Organist des Frühbarock.

## Leben
Bereits im Alter von 18 Jahren wurde Andreas Rauch zum Organisten der evangelischen Landstände Niederösterreichs berufen. Danach wirkte er als Organist und Komponist an der evangelischen Kirche in Hernals (heute Wien). Von 1625 bis 1627 war er Organist in Inzersdorf, dem zweiten evangelischen Zentrum in der Umgebung Wiens, danach wieder in seinem Heimatort Pottendorf. In die ungarische Stadt Ödenburg, wohin er 1629 wegen des am 10. Oktober 1625 erlassenen Reformationspatents, das die Ausweisung aller Nichtkatholiken aus Wien festlegt, emigrieren musste, erhielt er 1630 eine Anstellung an der Michaelskirche und heiratete bald darauf. Nach dem Tod seiner ersten Frau, heiratete er 1639 in eine wohlhabende Bürgerfamilie ein, wodurch er die Bürgerrechte erhielt. Er wirkte bis an sein Lebensende an der Michaelskirche. Eine Straße in Pottendorf trägt den Namen Andreas-Rauch-Straße.

## Werke (Auswahl)
Andreas Rauch komponierte sowohl Vokal- und Instrumentalmusik. Mehrere seiner Sammlungen dokumentieren sein musikalisches Wirken, darunter 15 Psalmen Davids, die als verschollen gelten, 12 geistliche Kompositionen („Missa, Vespera et alii sacri concentus concertati“), 13 Motetten mit bis zu zwölf Stimmen. Während er den „Concentus votivus“ Ferdinand II. widmete, komponierte Rauch anlässlich des Westfälischen Friedens eine Sammlung repräsentativer Musik unter dem Titel „Currus triumphalis musicus“ für 8–12 Stimmen, großer Instrumentalbesetzung und 2 B.c. (Wien, 1648), die er Ferdinand III. widmete. Das „Thymiaterium musicale, Das ist: Musicalisches Rauchfäßlein“ (1625) für 4–8 Stimmen und B.c., war zur Stützungs des Gemeindegesangs in der Kirche ausgelegt, während das „Newes Thymiaterium oder Rauchfäßlein“ (1652) für 3–4 Stimmen, 2 Violinen Fagott und B.c., mehrere geistliche Konzerte umfasst und für ausgebildete Sänger angelegt ist.